# Deparia
Deparia, veliki rod papratnica, dio porodice Athyriaceae; 79 vrsta i 6 hibreida.
Rod je raširen uglavnom u Kini, nešto tropskoj Azija, Pacifiku, nekoliko Madagaskaru, 1 u Sjevernoj Americi. 
Vrsta navedenih u bazi podataka je 79 i 6 hibrida

## Vrste
1. Deparia abbreviata (W. M. Chu) Z. R. He
2. Deparia acrostichoides (Sw.) M. Kato
3. Deparia allantodioides (Bedd.) M. Kato
4. Deparia auriculata (W. M. Chu & Z. R. Wang) Z. R. Wang
5. Deparia biserialis (Baker) M. Kato
6. Deparia bonincola (Nakai) M. Kato
7. Deparia boryana (Willd.) M. Kato
8. Deparia brevipinna (Ching & K. H. Shing ex Z. R. Wang) Z. R. Wang
9. Deparia cataracticola M. Kato
10. Deparia chinensis (Ching) X. S. Guo & C. Du
11. Deparia confluens (Kunze) M. Kato
12. Deparia confusa (Ching & Y. P. Hsu) Z. R. Wang
13. Deparia conilii (Franch. & Sav.) M. Kato
14. Deparia coreana (Christ) M. Kato
15. Deparia dawuense C. M. Kuo ined.
16. Deparia dickasonii M. Kato
17. Deparia dimorphophylla (Koidz.) M. Kato
18. Deparia dolosa (Christ) M. Kato
19. Deparia erecta (Z. R. Wang) M. Kato
20. Deparia falcatipinnula (Z. R. Wang) Z. R. Wang
21. Deparia fenzliana (Luerss.) M. Kato
22. Deparia formosana (Rosenst.) R. Sano
23. Deparia forsythii-majoris (C. Chr.) M. Kato
24. Deparia giraldii (Christ) X. C. Zhang
25. Deparia gordonii (Baker) M. Kato
26. Deparia hainanensis (Ching) R. Sano
27. Deparia henryi (Baker) M. Kato
28. Deparia heterophlebia (Mett. ex Baker) R. Sano
29. Deparia hirtirachis (Ching ex Z. R. Wang) Z. R. Wang
30. Deparia japonica (Thunb.) M. Kato
31. Deparia jinfoshanensis (Z. Y. Liu) Z. R. He
32. Deparia jiulungensis (Ching) Z. R. Wang
33. Deparia kaalaana (Copel.) M. Kato
34. Deparia kiusiana (Koidz.) M. Kato
35. Deparia lancea (Thunb.) Fraser-Jenk.
36. Deparia liangshanensis (Ching ex Z. R. Wang) Z. R. Wang
37. Deparia lobatocrenata (Tagawa) M. Kato
38. Deparia longipes (Ching) Shinohara
39. Deparia longipilosa Rakotondr.
40. Deparia ludingensis (Z. R. Wang & Li Bing Zhang) Z. R. Wang
41. Deparia lushanensis (J. X. Li) Z. R. He
42. Deparia macdonellii (Bedd.) M. Kato
43. Deparia marginalis (Hillebr.) M. Kato
44. Deparia marojejyensis (Tardieu) M. Kato
45. Deparia membranacea (Ching & Z. Y. Liu) Fraser-Jenk.
46. Deparia minamitanii Seriz.
47. Deparia okuboana (Makino) M. Kato
48. Deparia omeiensis (Z. R. Wang) M. Kato
49. Deparia otomasui (Sa. Kurata) Seriz.
50. Deparia pachyphylla (Ching) Z. R. He
51. Deparia parvisora (C. Chr.) M. Kato
52. Deparia petersenii (Kunze) M. Kato
53. Deparia polyrhiza (Baker) Seriz.
54. Deparia prolifera (Kaulf.) Hook. & Grev.
55. Deparia pseudoconilii (Seriz.) Seriz.
56. Deparia pterorachis (Christ) M. Kato
57. Deparia pycnosora (Christ) M. Kato
58. Deparia septentrionalis Rakotondr.
59. Deparia setigera (Ching ex Y. T. Hsieh) Z. R. Wang
60. Deparia shandongensis (J. X. Li & Z. C. Ding) Z. R. He
61. Deparia shennongensis (Ching, Boufford & K. H. Shing) X. C. Zhang
62. Deparia sichuanensis (Z. R. Wang) Z. R. Wang
63. Deparia stellata Wardani
64. Deparia stenoptera (Christ) Z. R. Wang
65. Deparia subfluvialis (Hayata) M. Kato
66. Deparia subsimilis (Christ) Fraser-Jenk.
67. Deparia tenuifolia (Kirk) M. Kato
68. Deparia thwaitesii (A. Braun ex Mett.) Christenh.
69. Deparia timetensis (E. D. Br.) M. Kato
70. Deparia tomitaroana (Masam.) R. Sano
71. Deparia truncata (Ching ex Z. R. Wang) Z. R. Wang
72. Deparia unifurcata (Baker) M. Kato
73. Deparia vegetior (Kitag.) X. C. Zhang
74. Deparia vermiformis (Ching, Boufford & K. H. Shing) Z. R. Wang
75. Deparia viridifrons (Makino) M. Kato
76. Deparia wangzhongrenii L. Y. Kuo, M. Kato & W. L. Chiou
77. Deparia wilsonii (Christ) X. C. Zhang
78. Deparia yunnanensis (Ching) R. Sano
79. Deparia zeylanica (Hook.) M. Kato
80. Deparia × angustata (Nakai) Nakaike
81. Deparia × kanghsienensis (Ching & Y. P. Hsu) Z. R. He
82. Deparia × kiyozumiana (Sa. Kurata) Shimura
83. Deparia × nakaikeana Fraser-Jenk.
84. Deparia × nanakuraensis K. Hori
85. Deparia × nanchuanensis (Ching & Z. Y. Liu) Z. R. He

## Sinonimi
- Neotriblemma Nakaike
- Athyriopsis Ching
- Deparia sect.Athyriopsis (Ching) M.Kato
- Deparia sect.Dryoathyrium (Ching) M.Kato
- Deparia sect.Lunathyrium (Koidz.) M.Kato
- Dictyodroma Ching
- Dryoathyrium Ching
- Lunathyrium Koidz.
- Lunathyrium sect.Athyriopsis (Ching) Ohba
- Lunathyrium sect.Dryoathyrium (Ching) Ohba
- Parathyrium Holttum
- xDepazium Nakaike
- xNeotribleparia Nakaike